# Dióolaj
A dióolaj a diófa (Juglans regia) termésének bélzetéből sajtolt sötét sárga színű, jellegzetesen dióaromájú, kissé fanyar növényi olaj.

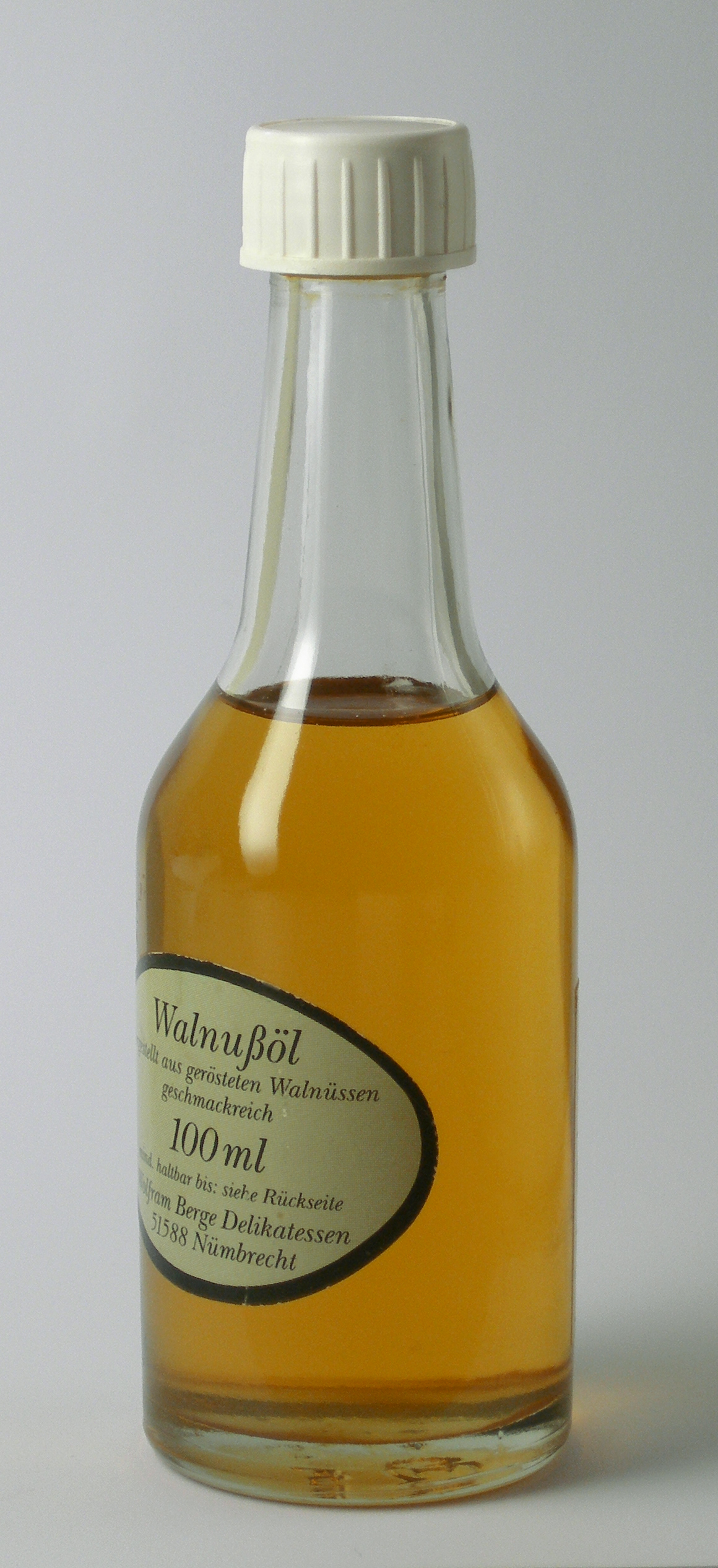
Dióolaj

## Eredete
A dió Perzsiából származik. Kedvelt volt Közép-Ázsiában, Kínában, Görögországban és a Római birodalomban is. Európa északi területeire a rómaiak terjesztették el. Dióolajat már i.e. 400 körül használtak a görögök. Európában a franciák terjesztették el, először csak mint a „szegény ember zsírja”-ként emlegették, aztán a 12., 13. században már sültekhez, salátákhoz is használták. A dióolajat olajlámpába öntve világításra is használták.

## Felhasználása
Elsődlegesen ízesítő anyagként használják salátákhoz, levesekhez, szószokhoz, desszertekhez. Galambbegysalátával és céklával különösen jól harmonizál. Rendkívül jó zsírsavösszetétele miatt egészségvédő hatása jelentős, ezért terápiás céllal is alkalmazzák a koleszterinszint csökkentésére. A gyógyszeripar és a kozmetikai ipar is használja bizonyos készítményeihez. Antioxidánsokban gazdag,lassítja a bőr öregedését. Mivel hamarabb szárad, mint a lenolaj, a művészek is használják olajfestményekhez firnisznek (kence).  A dióolaj csak rövid ideig, legfeljebb 6 hónapig tartható el, mivel hamar elindulnak benne a káros folyamatok, és megavasodik, valamint elveszíti aromáját. Ezért célszerű hűvös, sötét helyen tárolni, például hűtőszekrényben.

## Kémiai és fizikai tulajdonságai
Könnyen száradó olaj, de állagát hidegben is megtartja. –18°C-tól elkezd sűrűsödni és dermedni, és –30°C körül megszilárdul. Fajsúlya 0,928 g/cm³.

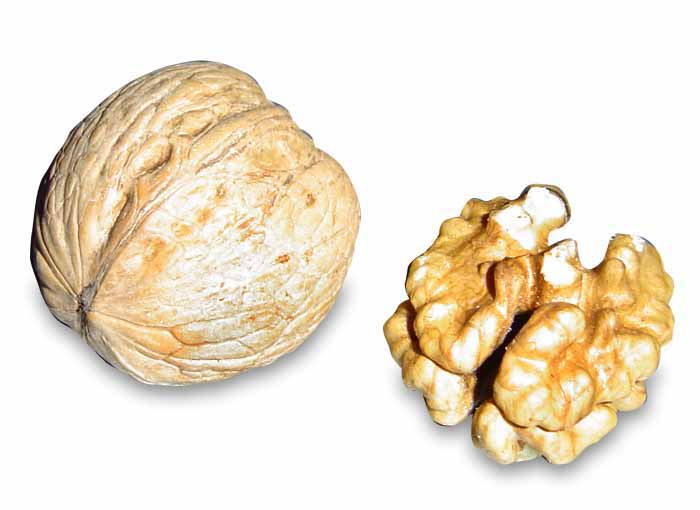
Dió és bélzete

A vitaminok közül jelentős mennyiséget tartalmaz A- és B-vitaminból. 100 gramm dióolajban 32 mg E-vitamin van.
Ásványi anyagai közül említésre méltó a jódtartalma.

### Zsírsavösszetétele
| Rövid jelölés | Triviális név | Család          | Százalék |
| ------------- | ------------- | --------------- | -------- |
| 18:2          | linolsav      | ω-6, telítetlen | 61       |
| 18:3          | linolénsav    | ω-3, telítetlen | 15       |
| 18:1          | olajsav       | ω-9, telítetlen | 14       |
| 16:0          | palmitinsav   | telített        | 7        |
| 18:0          | sztearinsav   | telített        | 3        |
| 20:4          | arachidonsav  | ω-6, telítetlen | 0,06     |
| 20:1          | gadoleinsav   | telítetlen      | 0,12     |